# 日華親善協會全國聯合會
日華親善協會全國聯合會（日语：／ Nikka Shizen kyokai zenkoku rengoukai *，又稱「日臺親善協會全國聯合會」），簡稱日華（臺）親善協會。是1972年日本國政府宣佈與中華民國斷絕邦交關係以後，與臺日文化經濟協會維續日本與台灣兩邊政界、商界及民間個階層往來的日本組織。
啟動於1989年12月3日。

## 各個地方協會
- 青森縣日華親善協會
- 秋田縣日華親善協會
- 宮城縣日台親善協會
- 山形縣日華親善協會
- 新潟縣日華親善協會
- 新潟縣日華親善協會加茂支部
- 係魚川日華親善協會
- 石川縣日華親善協會
- 富山縣日華親善協會
- 茨城縣日華親善協會
- 日立市日華親善協會
- 栃木縣日華親善協會
- 群馬縣日華親善協會
- 千葉縣日華親善協會
- 東京日華親善協會
- 神奈川縣日華親善協會
- 山梨縣日華親善協會
- 遠州日華親善協會
- 名古屋日華親善協會
- 三河日華親善協會
- 三重縣日華親善協會
- 大阪日台交流協會
- 長崎縣日華親善協會
- 滋賀日華親善協會
- 京都日台親善協會
- 兵庫日華親善協會
- 奈良縣日華親善協會
- 和歌山縣日華親善協會
- 鳥取縣日華親善協會
- 島根縣日華親善協會
- 岡山山縣日華親善協會
- 廣島縣日華親善協會
- 山口縣日華親善協會
- 香川日華親善協會
- 愛媛日華親善協會
- 高知縣日華親善協會
- 福岡日華親善協會
- 大分縣日華親善協會
- 大分縣二豊日華親善協會
- 宮崎縣日華親善協會
- 高千穂日華親善協會
- 鹿兒島日華親善協會
- 日光日台親善協會
- 平戸日華親善協會
- 津別町日台親善協會
- 岡山縣日華親善協會
- 青森日台交流會[3]

## 外部連結
- （日語）兵庫日華親善協會官方博客 （页面存档备份，存于）